# Roseau commun
Pour les articles homonymes, voir Sagne.
Phragmites australis · Roseau, Roseau à balais
Espèce
Synonymes
- Arundo phragmites L.
- Arundo australis Cav.
- Phragmites communis Trin.
- Arundo vulgaris Lam.
- Phragmites vulgaris (Lam.) Crép.
- Phragmites longivalvis Steud.
- Phragmites communis var. longivalvis (Steud.) Miq.
- Phragmites vulgaris var. longivalvis (Steud.) W.Wight

Classification phylogénétique
Statut de conservation UICN

 LC  : Préoccupation mineure
Le Roseau commun, Roseau à balais ou Sagne (Phragmites australis) est une espèce cosmopolite de plantes herbacées vivaces de la famille des Poaceae, sous-famille des Arundinoideae.
Il existe plusieurs lignées de roseau commun, qui ont évolué indépendamment pendant des milliers d'années. Depuis le début du XXe siècle, on assiste en Amérique du Nord à une invasion cryptique par une ou des lignées d'origine eurasienne,, notamment au niveau des bords de routes.

## Taxonomie

### Sous-espèces
En Amérique du Nord, où la situation du roseau commun est bien documentée, on distingue trois sous-espèces :
- Phragmites australis subsp. americanus Saltonstall, P.M. Peteron & Soreng, endémique d'Amérique du Nord. Elle est largement répandue au Canada et aux États-Unis ;
- Phragmites australis subsp. berlandieri (E. Fourn.) C.F. Reed, que l'on retrouve aux États-Unis au sud-est le long de la côte du golfe du Mexique et dans le Sud-Ouest, ainsi qu'en Amérique centrale et en Asie[2] ;
- Phragmites australis subsp. australis, originaire d'Eurasie.

## Description

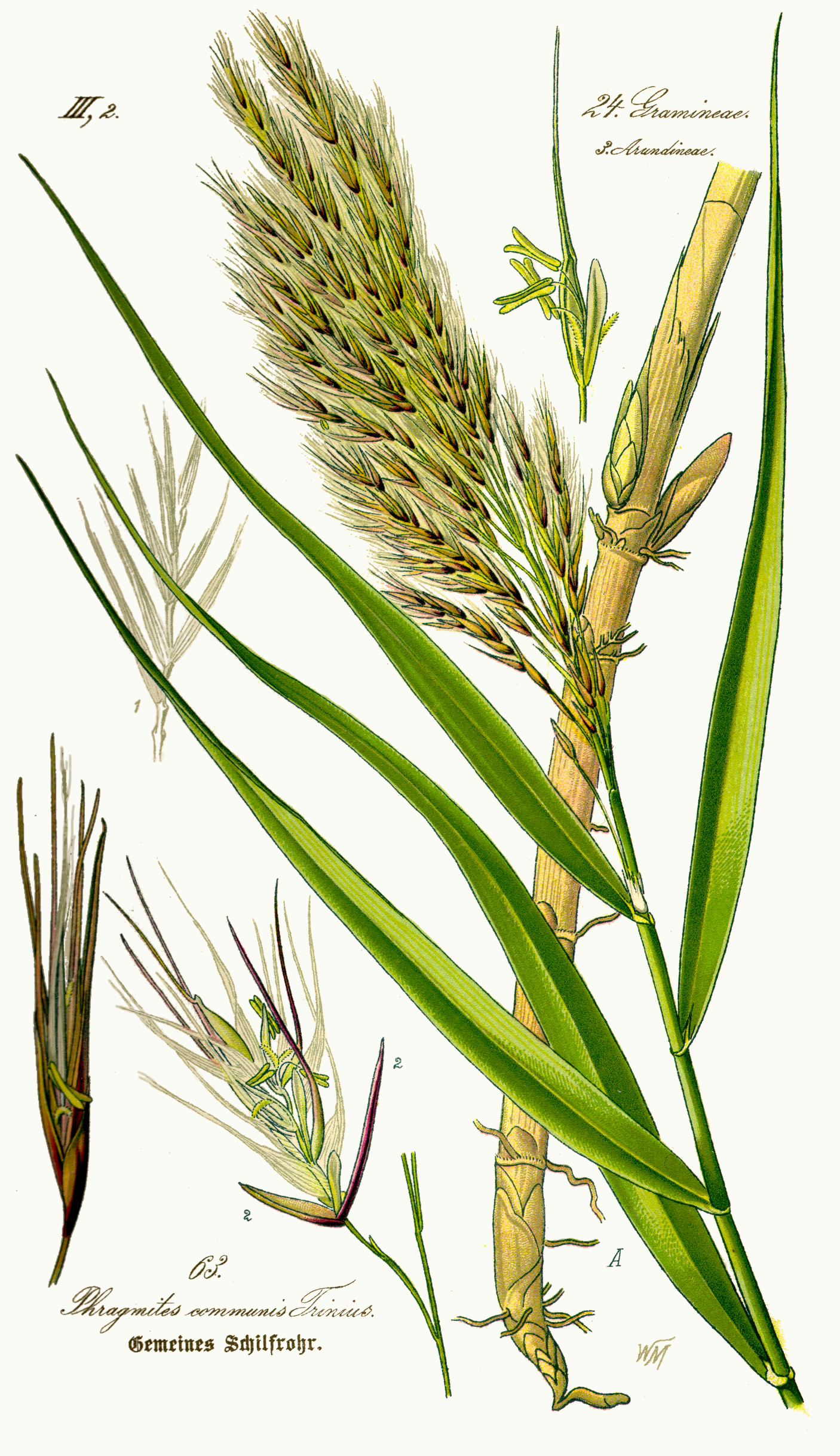
Phragmites australis

Cette poacée (graminée) atteint 3-5 m de hauteur, possède des feuilles faisant 20–50 cm de long par 2-3 cm de large.  Ses longues tiges fines ornées d'un plumeau argenté peuvent mesurer jusqu'à 3 m de haut. L'inflorescence, une panicule pourpre de 20 à 50 cm de long, apparaît de juillet à octobre.
Sa numération chromosomique est 2n=36, 48, 54, 96.

## Aire de répartition et habitats

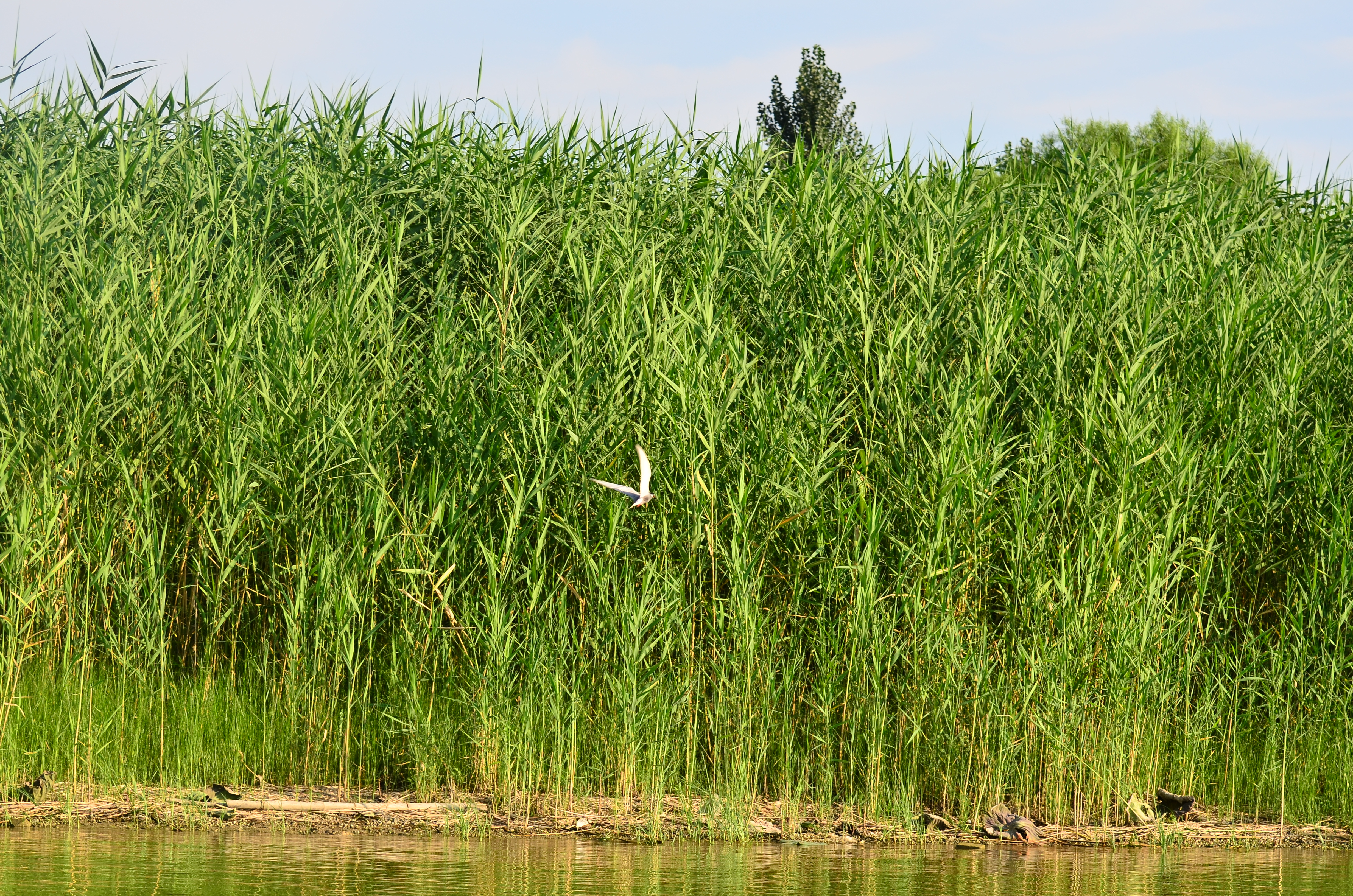
Une colonie au bord du lac Baiyangdian, au nord de la Chine

Phragmites australis est une espèce cosmopolite, c'est-à-dire qu'on la retrouve dans toutes les régions du monde ou presque. En effet, des colonies sont présentes en Afrique, en Amérique (du Nord, centrale et du Sud), en Asie, en Australie, en Europe, et en Nouvelle-Zélande.
Le roseau commun est une plante de milieux humides. Il prospère sur des sols gorgés d'eau et peu oxygénés, comme le long des cours d'eau, dans les marais et dans les fossés bordant les routes. On nomme roselières les colonies de cette espèce.

### Caractère envahissant
P. a. subsp. australis, la sous-espèce considérée envahissante, forme rapidement des colonies très denses qui deviennent pratiquement monospécifiques. De plus, sa forte productivité mène à l'accumulation de matière organique au sol et, le cas échéant, à la fermeture de l'eau libre.

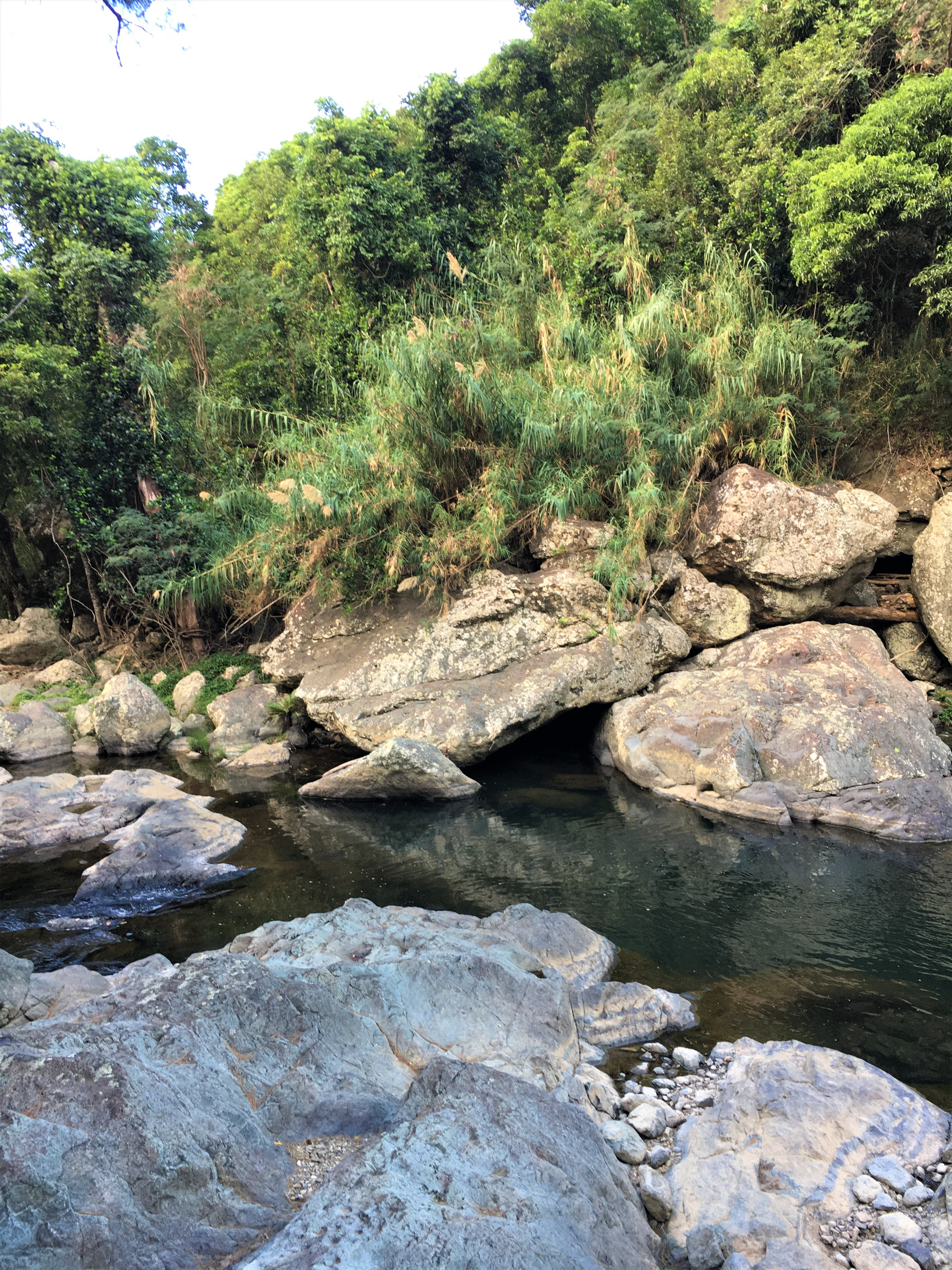
Colonie de Phragmites australis à Canala, Nouvelle-Calédonie

En Nouvelle-Calédonie, le Code de l'environnement de la Province Sud interdit l’introduction dans la nature de cette espèce ainsi que sa production, son transport, son utilisation, son colportage, sa cession, sa mise en vente, sa vente ou son achat. Il est tout de même possible de demander une dérogation pour l'utiliser de manière contrôlée, en particulier dans les stations d'épuration.

## Utilisations
Les roseaux étaient et sont toujours utilisés localement, dans la constitution de murs et toitures des maisons (mudhif des Arabes des marais en Mésopotamie), et pour fournir de la litière aux animaux (vache allaitante notamment). 
Ils constituent un abri de choix pour des passereaux et pour de petits mammifères. Ils sont aussi largement utilisés dans les stations d'épurations à filtre planté de roseaux (phytoépuration).
Les patronymes Sagne, Sagnes, Sagnier, etc. sont liés aux anciens métiers d'exploitation de ces roseaux. Le toponyme La Seyne-sur-Mer est lié à la présence de roseaux sur le territoire.
En Camargue, le roseau est appelé sagne quand il est assez sec pour être coupé, récolté et devenir matériaux d'isolation et de construction. Il est utilisé dans la construction traditionnelle de la cabane camarguaise dite aussi cabane de gardian.

## Toxicité
La sous-espèce P. a. subsp. australis sécréterait de l'acide gallique, dégradé en acide mésogallique sous l'effet des ultraviolets naturels (photodécomposition), ce qui constituerait une explication allélopathique à sa tendance envahissante. Toutefois, on a récemment remis en question la sécrétion d'une telle substance par cette sous-espèce.

## Phragmites et cycles des métaux lourds
Durant le temps de décomposition des feuilles de P. australis dans l'eau ou sur la vase, on observe que le taux d'éléments traces métalliques et de métaux lourds augmente dans la matière organique en décomposition.
Il augmente au même rythme que le taux d'ergostérol, ce qui laisse penser que ce sont les champignons aquatiques qui se nourrissent des feuilles en décomposition qui y fixent des ions métalliques collectés dans l'eau. Les tourbières pourraient ainsi jouer un certain rôle dans la dépollution de l'eau et interférer avec le cycle des polluants métalliques dans les zones humides.